# Porto de Mós
Porto de Mós – miejscowość w Portugalii, leżąca w dystrykcie Leiria, w regionie Centrum w podregionie Pinhal Litoral. Miejscowość jest siedzibą gminy o tej samej nazwie.

## Demografia
| Liczba ludności gminy Porto de Mós (1801–2011) | Liczba ludności gminy Porto de Mós (1801–2011) | Liczba ludności gminy Porto de Mós (1801–2011) | Liczba ludności gminy Porto de Mós (1801–2011) | Liczba ludności gminy Porto de Mós (1801–2011) | Liczba ludności gminy Porto de Mós (1801–2011) | Liczba ludności gminy Porto de Mós (1801–2011) | Liczba ludności gminy Porto de Mós (1801–2011) | Liczba ludności gminy Porto de Mós (1801–2011) | Liczba ludności gminy Porto de Mós (1801–2011) |
| ---------------------------------------------- | ---------------------------------------------- | ---------------------------------------------- | ---------------------------------------------- | ---------------------------------------------- | ---------------------------------------------- | ---------------------------------------------- | ---------------------------------------------- | ---------------------------------------------- | ---------------------------------------------- |
| 1801                                           | 1849                                           | 1900                                           | 1930                                           | 1960                                           | 1981                                           | 1991                                           | 2001                                           | 2004                                           | 2011                                           |
| 10 742                                         | 9 801                                          | 12 554                                         | 16 296                                         | 21 220                                         | 21 700                                         | 23 343                                         | 24 271                                         | 24 775                                         | 24 342                                         |

## Sołectwa
Sołectwa gminy Porto de Mós (ludność wg stanu na 2011 r.)
- Alcaria – 244 osoby
- Alqueidão da Serra – 1755 osób
- Alvados – 497 osób
- Arrimal – 774 osoby
- Calvaria de Cima – 2462 osoby
- Juncal – 3316 osób
- Mendiga – 930 osób
- Mira de Aire – 3775 osób
- Pedreiras – 2705 osób
- São Bento – 835 osób
- São João Baptista – 3144 osoby
- São Pedro – 2879 osób
- Serro Ventoso – 1026 osób